# Воскресіння (серіал)
Воскресіння (англ. Resurrection) — американський драматичний телесеріал телемережі American Broadcasting Company сезону 2014—2015 років з обмеженою перспективою розвитку з 8 серій. Однак 8 травня 2014 його продовжили ще на один сезон з 8 серій. В основу сюжету покладено книжку Джейсона Мотта.

## Історія

### Сюжет
У китайському селі на полі опритомнів хлопчик, якого відправляють до США. Його зустрів агент міграційної служби Мартин Белламі, і хлопчик пише на моніторі телефону назву містечка Аркадія в сусідньому штаті. З власної ініціативи агент відвозить хлопця до будинку батьків Гарольда і Люсіль Ленгстон, де виявляється, що їхній син Джейкоб втопився за 32 роки до того. Разом з ним втопилася його тітка, що була дружиною місцевого шерифа Фреда Ленгстона, брата Гарольда. Але хлопчик легко розпізнає усіх родичів, пам'ятає події дитинства. Аналіз ДНК показав, що він може бути сином Ленгстонів. У лікарні він розказав доньці Фреда Меггі невідому історію загибелі її матері. Одночасно в місті з'являється ще один померлий Калеб Ричардс, якого навіть кремували.
Меггі Ленгстон і Мартин Белламі ексгумують поховання Джейкоба. Вони знайшли його рештки в такому ж одязі, як і при появі в Китаї. Белламі знаходить місце вбивства Калеба Ричардса і вбитого у своєму домі свідка, який знайшов тоді його тіло. Тим часом у церкві пастор Том Гейл зустрів ще одну воскреслу – Рейчел Бредвуд, яка була його коханою і наклала на себе руки 12 років тому. Калеб Ричардс викрав рушницю свого сина Рея і, як 13 років тому, грабує інкасаторську машину, вбивши охоронця. Не бажаючи залучати ФБР, шериф і Белламі відшукують гроші з попереднього пограбування і повертають до банку. На прохання пастора, Меггі оглядає Рейчел і виявляє, що та вагітна, як і була перед смертю. Заарештований Калеб дивним чином зникає з камери. Кузен вбитого Калебом поліцейського викрадає Рейчел і вбиває її. Меггі звертається по допомогу до університетського керівника Еріка Ворда, який виявив, що введена в його аналіз крові кров Джейкоба подавила лейкоз, на який він хворіє. Ворд пропонує Меггі їхати до медичного центру для розробки протиракової вакцини. По дорозі вона бачить знову воскреслу Рейчел і повертається до міста, де з'являються нові воскреслі.
На прохання Белламі його начальниця організувала гуманітарний конвой до міста, але шериф все розказує полковнику конвою. Військові збирають усіх воскреслих у спортивній залі. Белламі пробує вивезти Джейкоба з міста, але їх наздоганяють. Белламі опритомнює недалеко від міста і незабаром розуміє, що він воскреслий. Пастор Том створює парафію для воскреслих, серед яких починає поширюватись невідома хвороба, і вони починають пропадати.

### Виробництво серіалу
Права на екранізацію книги Д.Мотта компанія АВС купила в середині грудня 2012 і виконавчий продюсер Бред Пітт почав розробляти проект виробництва серіалу. 22 січня 2013 канал розпочав роботу над пілотним серіалом, запросивши відомого режисера Чарльза Макдуггала. У лютому 2013 розпочали кастинг акторів, що завершився 7 березня. 10 травня 2013 було дано згоду на показ пілотної серії і замовлено серії першого сезону 2013-2014 років. 8 травня 2014 серіал було продовжено на ще один сезон.

## Діючі особи, актори
- Омар Еппс — агент Мартин Белламі
- Френсіс Фішер — дружина Люсіль Ленгстон
- Кертвуд Сміт — чоловік Гарольд Ленгстон
- Лендон Гіменес — син Джейкоб Ленгстон
- Метт Крейвен[en] — шериф Фред Ленгстон
- Девін Келлі[en] — лікар Меггі Ленгстон
- Марк Гілдрет — пастор Том Хейл
- Сем Газелдайн[en] — воскреслий Калеб Річардс
- Саміра Армстронг — донька Калеба
- Кетлін Манро[en] — воскресла наречена пастора Рейчел Брейдвуд
- Мішель Фейрлі — воскресла тітка Маргарет Ленгстон
- Донна Мерфі — урядовий агент